# Temoropia minor
Temoropia minor är en kräftdjursart som beskrevs av Deevey 1972. Temoropia minor ingår i släktet Temoropia och familjen Fosshageniidae. Inga underarter finns listade i Catalogue of Life.